# Flectonotus pygmaeus
Flectonotus pygmaeus – gatunek południowoamerykańskiego płaza bezogonowego z rodziny Hemiphractidae. Występuje w Kolumbii i Wenezueli. Nie jest zagrożony wyginięciem.

## Taksonomia
Zwierzę było tradycyjnie zaliczane do rodziny rzekotkowatych. Frost i współpracownicy (2006) przenieśli je wraz z całym rodzajem Flectonotus do odrębnej rodziny Amphignathodontidae; Pyron i Wiens (2011) zsynonimizowali Amphignathodontidae z Hemiphractidae.
Barrio-Amorós (2004) stwierdził, że populacje z Kolumbii przynależą do nowego, nienazwanego jeszcze naukowo gatunku, ale późniejsze (2019) badania tego naukowca i jego zespołu wykazały, że populacje z gór Wenezueli i te z Andów są genetycznie nieodróżnialne.

## Występowanie
Płaz występuje na północy kontynentu południowoamerykańskiego. Większa część jego zasięgu występowania znajduje się w Wenezueli (Kordyliera Nadbrzeżna i Cordillera de Mérida), spotyka się go też w północnej Kolumbii (północna Kordyliera Wschodnia).
Flectonotus pygmaeus bytuje na wysokościach od poziomu morza do 1600 m n.p.m. Zasiedla suche lasy nizinne oraz wilgotne lasy podgórskie i górskie, w których licznie występują bromeliowate. Podobnie jak jego krewni jest owadożerny.

## Rozmnażanie

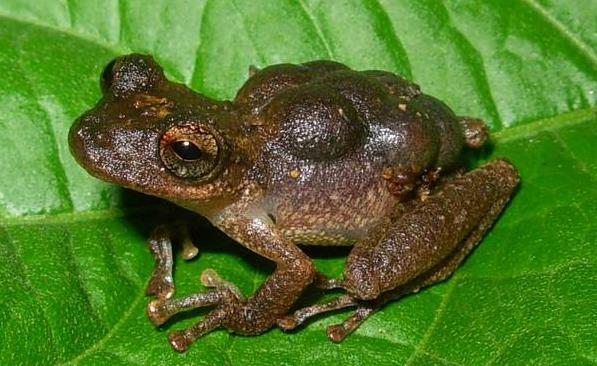
Samica nosząca jaja na grzbiecie

Samce F. pygmaeus nawołują, przy czym u zwierząt tego gatunku wydają pojedynczą grupę odgłosów, co odróżnia go od pokrewnych Flectonotus goeldii i Flectonotus fitzgeraldi, u których występują dwie lub trzy takie grupy. Ostatni z wymienionych wydaje się bliżej spokrewniony z gatunkami brazylijskimi, choć też żyje w Wenezueli. Sądzi się, że F. pygmaeus stanowi grupę zewnętrzną względem czterech pozostałych przedstawicieli swego rodzaju.
F. pygmaeus należy do płazów, u których w oogenezie spotyka się komórki wielojądrzaste. Jedna niedojrzała komórka jajowa może mieścić nawet 2000 mejotycznych jąder, powielających w różnym stopniu swe DNA rybosomalne. Gdy jajo osiągnie średnicę 0,5 mm, dzielą się one na dwie grupy. Kilkaset położonych zewnętrznie powiększa się, następnie ich liczba zaczyna się zmniejszać. Jądra wewnętrzne zanikają. Mierzący 1,2 mm oocyt dysponuje już tylko kilkoma dużymi jądrami. W końcu pozostaje z nich tylko jedno, prawdopodobnie to o największej zawartości rybosomalnego DNA. Dojrzały oocyt ma już tylko jedno jądro. Mierzy 4,4 mm średnicy.
Jaja noszone są na grzbiecie samicy w kieszeni skórnej. U wszystkich „żab workowatych” ujście kloaki samicy kieruje się ku górze, a podczas składania jaj unosi ona tylne kończyny. Jaja toczą się po jej grzbiecie, wpadając do kieszeni. Kijanki wykluwają się po 24–25 dniach.
Rozwój larw następuje na bromeliowatych. Kijanki te, o słabo zrogowaciałych aparatach gębowych i dzwonowatych w kształcie skrzelach, nie pobierają pokarmu, korzystając z obfitych zapasów żółtka.

## Status zagrożenia
W Czerwonej księdze gatunków zagrożonych IUCN Flectonotus pygmaeus od 2004 roku klasyfikowany jest jako gatunek najmniejszej troski (LC, ang. Least Concern).
Płaz ten występuje pospolicie, a trend jego liczebności oceniany jest jako stabilny. F. pygmaeus może przetrwać degradację lasu, o ile zachowają się w nim bromeliowate. Wśród zagrożeń dla tego płaza IUCN wymienia: wylesianie, rozwój rolnictwa, wypas, osadnictwo ludzkie, zbiór bromeliowatych, pożary niszczące środowisko. Potencjalne zagrożenie może też stanowić chytridiomikoza – grzybicza choroba skóry.
Zwierzę zamieszkuje liczne tereny chronione, w tym Park Narodowy Sierra de La Culata i Park Narodowy Sierra Nevada w Wenezueli.